# О’Брайан, Уолтер
Уолтер О’Брайан (англ. Walter O'Brien, род. 24 февраля 1975) — бизнесмен в сфере информационных технологий, продюсер, основатель и директор Scorpion Computer Services, Inc. Он также является источником вдохновения и исполнительным продюсером для телесериала Скорпион (канал CBS). Известен рядом заявлений о высоком собственном IQ и рассказами о «взломе НАСА» в возрасте 13 лет, которые привлекали внимание СМИ.

## Биография
Родился в семье Морис и Анны О’Брайан в 1975 году в графстве Уэксфорд (Ирландия). Посещал школу St. Patrick’s National School в деревне Клонроч до 13 лет, затем семья переехала в Rosshaven, где он продолжил обучение в St. Mary’s Christian Brothers School (CBS) малого города Эннискорти.
Позже О’Брайан заявлял, что в детстве на одном из тестов IQ набрал результат в 197 баллов, но записи об этом не сохранились. Ряд СМИ, в частности TechDirt и The Irish Times, уточняют, что результат в 197 на тесте IQ в детстве не означает каких-либо высоких результатов во взрослом тесте, так как шкала теста меняется для разных возрастных групп. Журналист Mike Masnick заметил, что списки людей с наивысшими IQ доступны в интернете, но ни один из них не содержит имя Уолтера О’Брайан. Журналист Susan Karlin задаётся вопросом, почему Уолтер, использующий этот высокий результат в саморекламе и для продвижения результатов собственной деятельности, не пересдаёт тест через систему организации Менса, объединяющую людей с высочайшими результатами теста.
Получил аттестат в St Kieran’s College среднего города Килкенни, обучался в университете Суссекса. Получил диплом бакалавра по направлению информатики и искусственного интеллекта.
С 2001 года живёт в Калифорнии.